# Jerónimo Zanchi

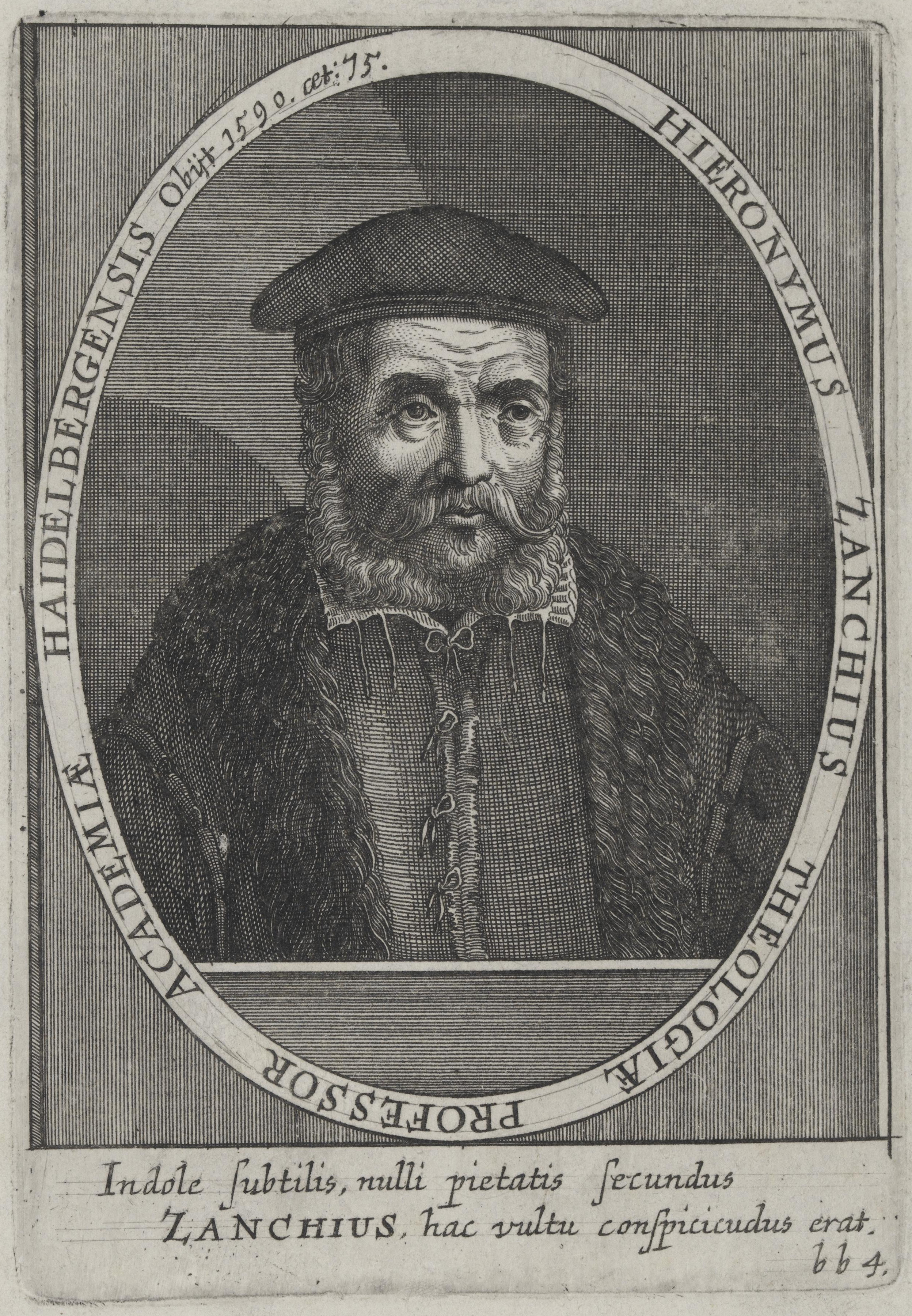
Retrato de Girolamo Zanchi, grabado en cobre

Jerónimo Zanchi (en latín: Hieronymus Zanchius; Alzano Lombardo, 2 de febrero de 1516 - Heidelberg, 19 de noviembre de 1590) fue un clérigo y educador protestante italiano que influyó en el desarrollo de la teología reformada durante los años posteriores a la muerte de Juan Calvino.

## Biografía
Zanchi, hijo de un historiador y jurista, nació en Alzano Lombardo, cerca de Bérgamo. Después de recibir una educación básica en su propio pueblo, a los 15 años entró en la Orden de los agustinos regulares en Bérgamo. Después de su graduación, marchó a Lucca, donde, influido por Pedro Mártir Vermigli, decidió estudiar teología.
Leyó, además de los textos canónicos de Padres de la Iglesia, también aquellos de los más famosos de la Reforma, ya fuera de suizos como Martín Bucero o alemanes Felipe Melanchthon, o ya del mismo Martín Lutero. Sin embargo, fue Calvino quien más decantó sus interpretaciones teológicas.
Zanchi continuó enseñando en la escuela del convento, incluso después de que Vermigli tuviera que huir para no caer en manos de la Inquisición. En 1551, sin embargo, también Zanchi se vio forzado a huir y por los mismos motivos. Después de una breve estancia en Ginebra, se propuso marchar a Inglaterra, pero fue llamado a Estrasburgo para dar clases sobre las Sagradas Escrituras. De esta ciudad alsaciana Zanchi no se alejó demasiados años, a pesar de que su presencia fue, más adelante, solicitada en Ginebra y Lausana.
La teología de Zanchi, uno de los principales expertos en la materia de la segunda mitad del siglo XVI, es tradicionalmente considerada como calvinista, pero resulta difícil atribuirle plenamente tanto esta clasificación como la que lo considera luterano. Zanchi afirmaba, según la perspectiva calvinista, la tesis de la predestinación, pero él creía que las diferencias entre luteranos y calvinistas en la Eucaristía no eran tan relevantes.
Las solicitudes para unirse a la Confesión de fe de Augsburgo de la concepción luterana le causaron, con todo, problemas; sobre este tema tuvo una polémica con el luterano Johann Marbach.
Después de examinar la opinión de varios teólogos, se encontró inicialmente una fórmula de acuerdo y el consenso fue firmado por todos los predicadores y profesores de Estrasburgo. Pero cuando Calvino llegó, reprendió a Zanchi por su presunta aquiescencia y, por tanto, Zanchi tuvo que aclarar y reiterar su postura reabriendo la discusión.
Zanchi partió en 1563 a Chiavenna, donde ejerció las funciones de pastor. Lo acompañó su asistente, el gran filólogo y helenista Friedrich Sylburg. Ya en 1568, volvió de nuevo en Alemania, a Heidelberg, donde había sido llamado para dictar clases de dogmática, junto a Zacarías Ursino. En Heidelberg Zanchi compuso sus principales obras, que tienen carácter esencialmente apologético y polémico.
En 1581 escribió una Harmonia Confessionum fidei, que debía ser, en contraste a Fórmula Concordiae, el resumen de las confesiones de fe reformadas existentes.
Cuando un cambio en el gobierno obligó a los profesores calvinistas a dejar Heidelberg, Zanchi se fue en 1576 a Neustadt an der Weinstraße. Pero murió en Heidelberg durante una breve visita de vuelta. Allí fue enterrado en la iglesia de la universidad.
Zanchi se casó en primer lugar con Violante Curione, hija de Celio Secondo Curione, y en segundas nupcias con Livia Lumaga, hija de Lorenzo Lumaga, un rico comerciante de Piuro o Plurs (en retorromano Plür), cerca de Chiavenna.

### En alemán
- Allgemeine Deutsche Biographie, Band 44 Seite 679 (enlace roto disponible en Internet Archive; véase el historial, la primera versión y la última).
- Neue Deutsche Biographie, Band 3, Seite 442
- Realenzyklopädie für protestantische Theologie und Kirche, Band 21 Seite 607
- Biographisch-Bibliographisches Kirchenlexikon, Versione online
- Theologische Realenzyklopädie, Band 36, Seite 482-485
- G. Gründer. Die Gotteslehre des Girolamo Zanchi, contributo in Geschichte u. Lehre der Reformierten Kirche vol. 20, Neukirchen 1965.

### En italiano
- Giovanni Battista Gallizioli, Memorie istoriche e letterarie della vita e delle opere di Girolamo Zanchi dal conte, e cavaliere Giambattista Gallizioli raccolte [...], Bergamo, per Francesco Locatelli, 1785.
- Salvatore Caponetto, La riforma protestante nell'Italia del Cinquecento, Torino, Claudiana, 1992. ISBN 88-7016-153-6.
- Massimo Firpo, Riforma protestante ed eresie nell'Italia del Cinquecento : un profilo storico, Roma-Bari, Laterza, 1993. ISBN 88-420-4217-X.
- Emanuele Fiume, La vita e il pensiero teologico di Girolamo Zanchi e il «De Religione Christiana Fides», tesi di laurea, Torre Pellice, Biblioteca della Fondazione Centro culturale valdese, 1996.